# Gwerz
Pour les articles homonymes, voir Gwerz (groupe).
 (juin 2012).
Une gwerz (en breton, au pluriel gwerzioù) est un chant breton (kan a-boz) racontant une histoire, de l'anecdote jusqu'à l'épopée historique ou mythologique. Proches des ballades ou des complaintes, les gwerzioù illustrent des histoires majoritairement tragiques ou tristes, avec un aspect fantastique. Contrairement aux chansons telles que les complaintes, le plus souvent centrées sur quelques individualités, la gwerz est un chant qui parle de thèmes plus universels et qui relate des événements qui ont touché une large communauté.
La première trace est celle de la prophétie de Gwenc'hlan du nom d'un barde légendaire du Ve siècle. Une autre grande gwerz remonte au VIIe siècle et raconte le drame de la peste d'Élliant près de Quimper. L'ouvrage majeur de gwerzioù, le Barzaz Breiz, présente la Gwerz Skolan et Merlin barde, dont les détails légendaires se retrouvent dans l'ancienne littérature galloise. Ces chants populaires en langue bretonne se sont transmis oralement dans toute la Basse-Bretagne jusqu'au XXe siècle.

## Caractéristiques
Le mot gwerz est masculin ou féminin selon les auteurs. L'origine du terme, du mot latin versus (verset de psaume), conforte le caractère quasi religieux des textes chantés et l'imbrication originelle de la musique et des paroles. En breton vannetais, Gwerzenn désigne le vers, la strophe ou le poème et parfois pour les lettrés tout texte rimé chanté, profane ou religieux. La gwerz présente des caractéristiques qui rendent possible une analyse historique approfondie : il s’agit de pièces longues, qui montrent un important souci du détail dans les situations décrites et qui rapportent généralement avec une grande fiabilité le souvenir de noms précis de lieux et de personnes. Cependant, plus que la conformité historique, la trame narrative doit parler à l'auditeur directement, qu'il puisse ressentir des émotions ou faire un parallèle avec sa vie : Donatien Laurent rappelle, dans son étude sur La gwerz de Skolan, toute l’importance du rôle joué par « cette vérité à deux faces – vérité d’expérience et vérité des sentiments – qui est le principe vital de la gwerz ».
Les thèmes, d'une part, se rattachent aux grands mythes indo-européens, d'autre part, portent un regard distancié sur divers événements tragiques à caractère local : tantôt, les sombres complaintes évoquent des événements historiques ou légendaires (il s'agit alors du genre héroïque ou « homérique » de la littérature bretonne), tantôt les innombrables drames que doit affronter l'humanité et dont furent victimes, parfois des personnages illustres, plus souvent de simples particuliers appartenant à la région. Certaines s'apparentent d'assez près aux anciennes « chansons de geste » par la dimension qu'elles accordent aux héros mis en scène et par les interventions fréquentes du surnaturel dans les aventures relatées. Plus nombreuses, toutefois, sont celles ayant pour thème un fait divers – incendie, naufrage, trahison, assassinat, épidémie… –, et qui constituent un moyen de faire circuler, oralement, l'information.
Par exemple une gwerz raconte l'assassinat en 1649 à Ploumilliau du seigneur de Penanger par un rival pour une histoire de banc dans l'église ; elle a été recueillie par François-Marie Luzel en 1863 auprès d'un vieux chanteur aveugle, Yves Garandel. Une autre, chantée par Marc'harid Fulup, décrit le meurtre en 1695 d'une servante d'auberge à Lannion par deux clients, alors que ce crime ne fit l'objet d'aucune procédure judiciaire. Certaines gwerziou peuvent trahir la vérité : celle qui raconte la condamnation à mort en 1627 de François Montmorency-Bouteville pour s'être battu en plein Paris se termine en disant, à tort, qu'il obtint une lettre de rémission lui permettant d'échapper à la décapitation.
Le chant, en langue bretonne, se pose sur une mélodie parfois monotone pour exhumer les pleurs dans un « cri de douleur », élevé au rang de « chant sacré, lumineux qui a le pouvoir d'exorciser le mal ». L'interprétation fait la part belle à la voix de manière monodique, même si les gwerzioù récentes incluent quelques instruments discrets : Denez Prigent mêle dans ses compositions musique électronique (nappes de synthé...) et instruments traditionnels (pipes, violon, accordéon...), dans Gortoz a ran par exemple.
De tradition plus récente, le terme "gwerz" est utilisé dans le sens du mot français "complainte". C'est le cas, notamment, pour la chanson de Denez Abernot "Gwerz ar vezhinaerien", dont le titre est souvent traduit par "la complainte des goémoniers".

## Exemples de gwerzioù anciennes
La gwerz intitulée « Paotred Plouyeo » (Les jeunes hommes de Plouyé) conserve le souvenir d'une révolte de domaniers des monts d'Arrée au XVe siècle : 

« Écoutez tous, gens de Plouyé, écoutez bien ce qui va être publié 

Que dans le jour et l'an soit faite l'estimation de ce qui appartient en propre à chacun de vous 

Vos édifices et vos fumiers ; et qu'elle soit faite à vos frais ; 

Et allez ailleurs, vous et les vôtres, avec votre argent neuf chercher un perchoir […]

Adieu nos pères et nos mères ; nous ne viendrons plus désormais nous agenouiller sur vos tombes ! 

Nous allons errer, exilés par la force, loin des lieux où nous sommes nés, 

Où nous avons été nourris sur votre cœur, où nous avons été portés entre vos bras. 

Adieu nos saints et nos saintes ; nous ne viendrons plus vous rendre visite ; 

Adieu patron de notre paroisse ; nous sommes sur le chemin de la misère »

— Théodore Hersart de La Villemarqué, Barzaz Breiz.
Une autre gwerz, « ar Falc'hun » (le Faucon), évoque cette même révolte, mais plus au sud, dans le Menez Du (Montagnes Noires). Elle évoque néanmoins également Plouyé :

« […] Trente morts, mais trois mille entrèrent

Et mirent le feu dans Quimper.

Si bien que les bourgeois criaient :

Hélas, pitié, gars de Plouyé!

[…] Rentrez chez vos, gens de Plouyé

La Coutume sera gardée!

Les gars de Plouyé l'écoutèrent

Rentrons chez nous! Quittons Quimper!

Mais ce fut un choix malheureux :

Tous ne rentrèrent point chez eux. »

Aymar de Blois de La Calande a rédigé en 1823 une étude érudite sur une complainte de trente couplets relatant le mariage malheureux survenu à Landeleau en 1565 de l'héritière du manoir de Keroulas avec François du Chastel, seigneur de Châteaugal. C'est la plus ancienne complainte en langue bretonne dont le texte ait été conservé. Elle a été traduite en français par Émile Souvestre dès 1834. En résumé, la jeune héritière n'aimait pas le marquis de Mesle mais elle ne put faire fléchir sa mère dont la vanité se trouvait flattée d'une aussi riche alliance. La pauvre fille obéit mais, peu de temps après, elle mourut de chagrin de n'avoir pu être unie à celui auquel elle avait donné son cœur. Selon Édouard Vallin, cette gwerz était encore fréquemment chantée par les pâtres des Monts d'Arrée au milieu du XIXe siècle. François-Marie Luzel en a recueilli une version à Duault (Côtes-du-Nord) . La Villemarqué en a inclus une version dans le Barzaz Breiz.
La rédemption de Skolvan, assassin d'un prêtre, incendiaire d'églises et tortionnaire de ses sœurs, est une autre gwerz célèbre.

## Un exemple actuel: Denez Prigent

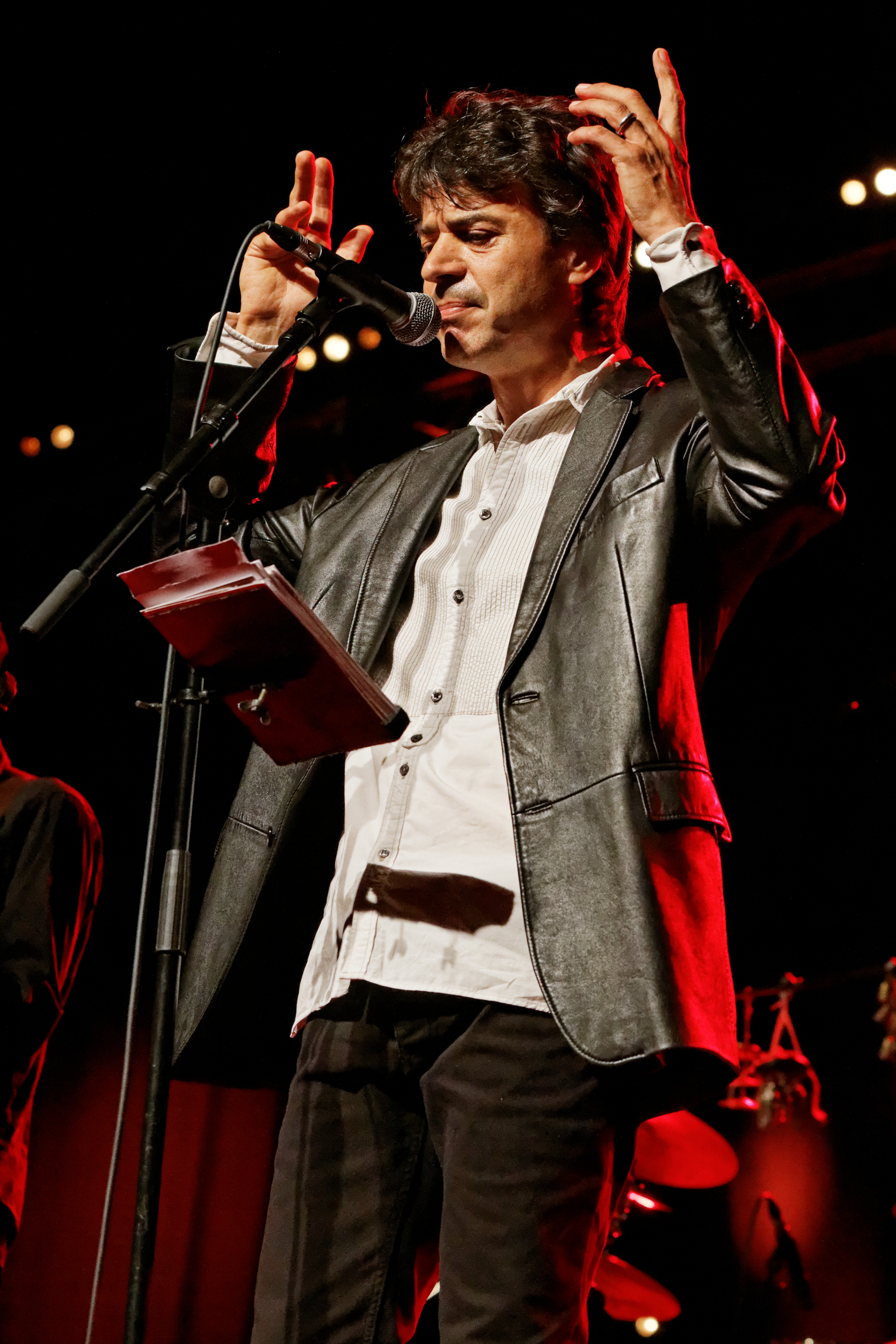
Denez Prigent à Quimper en 2014.

Un des plus célèbres auteurs et interprètes actuels de gwerzioù est Denez Prigent, ayant notamment écrit Gortoz a ran, entendue dans le monde. Dans une sorte de « pleur », sa voix joue du vibrato et place entre les notes des quarts de ton ou « notes lamentatives ». Après son album Sarac'h, pendant dix ans, il a écrit 116 gwerz d'environ 80 couplets chacune. Il enregistre douze d'entre elles dans l'album Ul liorzh vurzudhus (« Un jardin enchanté ») en 2015, dont une qu'il traduit en anglais.
Ses gwerz respectent la structure traditionnelle du genre, comme on peut le voir, par exemple, dans sa gwerz Copsa Mica enregistrée sur son premier album. En effet, une gwerz aborde un événement catastrophique, mais ne le décrit jamais directement. Après une introduction, toujours présente et rappelant la vérité du fait qui va être chanté, la parole est généralement donnée à un ou plusieurs personnages qui vivent l'histoire. Ils vont ainsi pouvoir raconter ce qui leur est arrivé, à eux, à leur famille, etc.
Dans Copsa Mica, le début se place à l'extérieur de la ville et fait comprendre que la situation est grave : « À Copșa Mică le soleil s'est levé mais la nuit est restée ; les bois sont noirs, les collines sont noires, noirs les jardins et les maisons […] ». À ce moment, l'auditeur ne sait pas vraiment ce qui se passe. Le chanteur décrit ensuite l'arrivée de deux femmes qui marchent et qui se parlent. Leur dialogue développe le sujet proprement dit : on enterre quelqu'un, comme souvent à cet endroit. C'est l'occasion pour Katerina d'expliquer que tous ses enfants ont été obligés d'aller travailler à l'usine qui les a tous rendus malades ; certains sont déjà morts, les autres suivront.
Dans son album Mil hent, sorti en 2018, Ar marv gwenn respecte également la forme originelle de la gwerz, écrite en octosyllabes avec des rythmes ternaires et sur le plan musical elle intègre les notes bleues « lamentatives ». Le texte est traduit dans son recueil de gwerz et poèmes Kañv (Skol Vreizh).

#### Ouvrages
- Centre alpin et rhodanien d'ethnologie, Croyances, récits et pratiques de tradition. Mélanges à Charles Joisten, Grenoble, Éditions du Monde, 1982, p. 73-78, Donatien Laurent (« Brigitte, accoucheuse de la Vierge »)
- Le conte de tradition orale dans le bassin méditerranéen, 1986, p. 17-33 (« Tradition orale et tradition écrite du conte dans les pays celtiques »)
- Mélanges offerts à Yves Le Gallo, Brest, 1987, p. 207-224 (« Enori et le roi de Brest »)
- Le conte : tradition orale et identité culturelle, Lyon, 1988, p. 267-274 (« Un conteur breton et son système de mémorisation des contes merveilleux »)
- Mélanges offerts à la mémoire de Léon Fleuriot, Rennes, 1992, p. 415-443 (« Aymar I de Blois (1760-1852) et l’héritière de Keroulas »)
- Le pays bigouden à la croisée des chemins, Brest, 1992, p. 179-187 (« Mémoire et poésie chantée en pays bigouden : la gwerz de Penmarc’h »)
- Jean-Yves Carluer, Kreiz 13 violence et societe en bretagne et dans pays celtiques, Brest, Centre de recherche bretonne et celtique, juillet 2000 (ISBN 2-901737-45-5), p. 137-149 (« Chanter la violence, le témoignage des gwerzioù »)

- Les fouilles du Yaudet en Ploulec’h, vol. 1, Oxford/Brest, 2004, 390 p. (ISBN 978-0-9549627-0-8), p. 48-53 (« Le Yaudet et la tradition orale en Trégor, Santez Berc’hed, Ar Bleidi Mor »)
- Langues de l’Histoire, langues de la Vie, Brest, Les Amis de Fañch Roudaut, 2005, p. 455-460 (« Gwerz Gwinevez-Lokrist »)
- Éva Guillorel, La complainte et la plainte : Chanson, justice, cultures en Bretagne (XVIe – XVIIIe siècles), Rennes/Brest, Presses universitaires de Rennes, 2010, 592 p. (ISBN 978-2-7535-1142-2)
- Daniel Giraudon, La clef des chants - Histoire de gwerziou, Yoran Embanner, 2020,  (ISBN 9782367850252)

#### Articles
- Donatien Laurent, Arts et Traditions populaires, 1967, p. 19-79 (« La gwerz de Louis le Ravallec »)
- Donatien Laurent, Ethnologie française, 1971, p. 9-54 (« La gwerz de Skolan et la légende de Merlin »)
- Éva Guillorel, La gwerz, entre source historique et source poétique : Actes de colloque, Carhaix, 2005 (lire en ligne)
- Eva Guillorel, « Gwerzioù et histoire culturelle. Une précieuse source documentaire sur la société rurale bretonne », Musique bretonne, n°194, janvier 2006, p. 30-34
- Éva Guillorel, « Une proposition d'analyse culturelle des gwerzioù : Comportements et sensibilités dans la Basse-Bretagne d’Ancien Régime d’après les complaintes en langue bretonne », Annales de Bretagne et des Pays de l'Ouest 113, mars 2006, pp. 25-51 lire en ligne
- Éva Guillorel, « Complaintes de tradition orale en Bretagne sous l'Ancien Régime », Cahiers d'ethnomusicologie, 22 (2009) pp. 35-48
- Éva Guillorel, « Sources orales et mémoire historique dans la Bretagne d'Ancien Régime : la représentation des héros », Actes du colloque, Pointe-de-l'Eglise : Canada (2007)
- Éva Guillorel, « Littérature orale et étude socioculturelle du vêtement d'Ancien Régime : l'apport de la chanson en langue bretonne. », Actes de Colloque : Costumes régionaux, mutations vestimentaires et modes de constructions identitaires, Rennes (2007), juin 2009
- Éva Guillorel, « La place accordée aux gens de métiers dans l'ancienne chanson populaire bretonne : un outil de compréhension des canons esthétiques et moraux de la gwerz », Actes du congrès : De l'artisanat à l'industrie en Bretagne, Vitré (2005) lire en ligne
- Hervé Rivière, « Terminologie vernaculaire du chant et discours de spécialité en Basse-Bretagne (XIXe – XXe siècles) », Cahiers d’ethnomusicologie, n°11, 1998, en ligne depuis le 7 janvier 2012

### Documentaires
- Trois voix pour un chant : la Gwerz, film d'Alain Gallet (portraits croisés de Yann-Fañch Kemener, Erik Marchand et Denez Prigent), 1993, Lazennec Productions - France 3, 52 min.